# روگوژنگتسا (استان سلیزیا سفلی)
روگوژنگتسا (به لهستانی:  Rogoźnica) یک روستا در لهستان است که در گمینا ستژگوم واقع شده‌است. روگوژنگتسا ۸۵۶ نفر جمعیت دارد.